# Pueblo Barceló
Pueblo Barceló, también conocido como Estación Pintado, es una localidad uruguaya del departamento de Florida.

## Ubicación
La localidad se encuentra situada en la zona centro-oeste del departamento de Florida, sobre la cuchilla de La Cruz, próximo a las nacientes del arroyo Pintado, 500 m al oeste de la ruta 5, en su km 128, y junto a la Estación Pintado, de la línea de ferrocarril Montevideo-Rivera, km 144. Dista 30 km de la ciudad de Florida.

## Historia
La localidad fue fundada el 18 de octubre de 1910 en los terrenos donados por Miguel Pantaleón Barceló, que tenían como destino albergar por un lado las instalaciones de la estación de trenes de la Empresa Ferrocarril Central del Uruguay y además que fuese creado allí un poblado. La estación de trenes recibió el nombre de Estación Pintado.

## Población
Según el censo del año 2011 la localidad contaba con una población de 170 habitantes.
| 125           | 126 | 102 | 83 | 141 | 170 |
| (Fuente: INE) |     |     |    |     |     |

## Economía
Pueblo Barceló es un pequeño centro de servicios de una zona rural principalmente dedicada a la lechería. Sin embargo mantiene una importante relación de dependencia con la ciudad de Sarandí Grande.